# Georges L'Hopital
Georges L'Hopital (né le 22 juillet 1825 à Évreux et mort le 20 novembre 1892  au château des Bordes, au Plessis-Pâté, dans l'actuel département de l'Essonne) est une personnalité politique française du Second Empire.

## Biographie
Fils de Pierre-Nicolas L'Hopital, maire d'Évreux et conseiller général de l'Eure, Georges L'Hopital est élève au collège d'Évreux à sept ans ; il entre en quatrième au lycée Henri-IV et suivit avec brio des études classiques ; après le baccalauréat en 1842 il commence des études de droit; deux ans plus tard il soutient sa thèse de licence, passe les deux examens de doctorat et est attaché au cabinet d'Antoine Passy, ancien préfet de l'Eure, sous-secrétaire d'État au ministère de l'Intérieur.
Il fut conseiller d'État jusqu'en 1870 - sa carrière est brisée par l'avènement de la République- ; maire du Plessis-Pâté; membre du tribunal des conflits de 1872 à 1875, époque où il devient directeur, jusqu'en 1887, puis administrateur de la compagnie d'assurances sur la vie La Nationale, conseiller d'arrondissement dès 1852, puis président du conseil d'arrondissement d'Évreux de 1868 à 1873, en 1865 président de la Société libre d'agriculture, sciences, arts et belles-lettres de l'Eure. Officier de la Légion d'honneur.
Il est le fils de Pierre Nicolas L'hopital, membre du directoire de l'Eure, après 1830 conseiller général de l'Eure et maire d'Évreux jusqu'en 1848, et d'Adèle Le Mercier de Pierremont, fille de Jacques Hippolyte Le Mercier, écuyer, sieur de Pierremont; puis le père de Georges L'Hopital a épousé en secondes noces Mlle du Meilet.
Marié à la fille d'Achille Libéral Treilhard, il est le père de l'écrivain normand Joseph L'Hopital.

## Œuvres catholiques
Il fit partie du cercle catholique d'Évreux, des associations ouvrières, des comités et œuvres de charité, de  la Société civile qui possède la salle du Comité catholique d'Évreux et de l'école des frères d'Évreux (école saint Pierre); et il fut surtout, vers 1882, l'un des fondateurs du Collège Saint-François-de-Sales (Évreux), avec ses amis  Alfred de Jancigny et Charles de Maistre, tenu par les Jésuites sur la colline qui domine Évreux.

## Référence externes
- Notices d'autorité :   - VIAF
  - IdRef
- Ressource relative à la vie publique :   - base Léonore